# Crystal Hammer
Crystal Hammer is een computerspel dat werd ontwikkeld en uitgegeven door reLINE Software. Het spel kwam in 1987 uit voor de Commodore Amiga. Het spel lijkt op Arkanoid. Met een batje moet een balletje gekaatst worden. Het grijze blokje moet ontweken worden, want dan is de speler af.
In het spel zijn de volgende powerups te verdienen:
- groen : kleverig batje
- blauw : wijd batje
- geel : langzame bal
- cyaan : meerdere ballen
- rood : schietend batje